# Forbi-fordi
Forbi-fordi er en dansk dokumentarfilm fra 1970, der er instrueret af Jørgen Ekberg.

## Handling
Perspektiver i og syn på fri moderne børneopdragelse, udtalt af folk med tilknytning til Bernadotteskolen i København.